# Dan Boneh
Dan Boneh (hébreu : דן בונה), né en 1969, est un chercheur en cryptographie. Il est professeur à Stanford et a reçu le prix Gödel en 2013.

## Biographie
Dan Boneh est professeur à l'université Stanford. Il a obtenu son PhD en 1996, sous la direction de Richard J. Lipton.
En 2014, il est éditeur du Journal of the ACM.

## Travaux
Dan Boneh est connu pour ses travaux en cryptologie en particulier en lien avec la sécurité informatique, par exemple sur le web ou lié à des appareils mobiles.
Il s’intéresse principalement à la conception de protocoles cryptographiques et en particulier ceux à base de couplage et au couplage de Weil construits sur des courbes elliptiques, ainsi qu'aux chiffrement fondé sur l'identité (Identity-based). Il est à l'origine de la première construction de schémas fondé sur l'identité (avec Matthew K. Franklin). Il a aussi travaillé sur la signature de groupe, les signatures courtes, les réseaux euclidiens, le chiffrement fonctionnel (en) et d'autres primitives avancées.

## Honneurs
Il a obtenu le prix Gödel avec Matthew K. Franklin pour leur article Identity-Based Encryption from the Weil Pairing
. Il a aussi reçu les prix Packard, Alfred P. Sloan, Terman et RSA.
En 2013 il est nommé fellow de l’International Association for Cryptologic Research (l’IACR, l’association qui organise les conférences phares en cryptologie).